# 2004 год в истории метрополитена
В этой статье перечисляются основные  события из истории метрополитенов в 2004 году. Полужирным шрифтом выделены открытия новых транспортных систем.

## События

### Первое полугодие
- 24 января — открыта станция «Флинтхольм» Копенгагенского метрополитена (Дания).
- 6 февраля — взрыв в Московском метрополитене, совершённый террористом-смертником в поезде, следовавшем в центр по перегону «Автозаводская» — «Павелецкая». Погибли 42 человека (включая террориста), ранено около 250.
- 26 июня — после ликвидации «Размыва» открылся участок Петербургского метрополитена «Лесная» — «Площадь Мужества».
- 27 июня — открытие участка «GE-Fischerstraße» — «GE-Buerer Straße» Эссенского метрополитена.

### Второе полугодие
- 21 августа — на Алексеевской линии Харьковского метрополитена открыты станции «Ботанический сад» и «23 Августа».
- 31 августа — теракт у станции метро «Рижская» Московского метрополитена. Погибли 10 человек, включая террористку и её сообщника Николая Кипкеева, примерно 50 ранены.
- 28 сентября — в коммерческую эксплуатацию введён Уханьский метрополитен. Линия 1 длиной 10,2 км, состоящая из десяти станций: «Цзунгуань», «Тайпинъян», «Цяокоулу», «Чжунженьлу», «Лицзибэйлу», «Юилу», «Цзянханьлу», «Дачжилу», «Саньянлу», «Хуанпулу».
- 14 октября — открыт седьмой участок Сырецко-Печерской линии Киевского метрополитена длиной 1,6 км со станцией «Сырец».
- 31 октября — открыта 94-я станция Мюнхенского метрополитена «Олимпиа-Айнкауфсцентрум».
- 11 ноября — начало работ по прокладке восточной части первой линии Челябинского метрополитена (участок Портал электродепо — станция «Комсомольская площадь») при помощи ТПМК Lovat «Алла».
- 20 ноября — открыта Московская монорельсовая транспортная система, в экскурсионном режиме.
- 28 декабря — открыт Шэньчжэньский метрополитен.

### Без точной даты
Кировско-Выборгская линия Петербургского метрополитена переведена с 7 на 8-вагонные составы.

## Происшествия
| Дата       | Метро                   | Погибли | Пострадали | Описание |
| ---------- | ----------------------- | ------- | ---------- | --- |
| 6 февраля  | Московский метрополитен | 39      | >250       | Террористический акт на Замоскворецкой линии. В вагоне поезда, следовавшего в сторону центра, около 8:30 на перегоне «Автозаводская» — «Павелецкая» раздался взрыв |
| 31 августа | Московский метрополитен | 10      | 50         | Теракт у вестибюля станции «Рижская». |
| 29 ноября  | Московский метрополитен | 0       | 0          | Ранним утром на станции «Чертановская» Серпуховско-Тимирязевской линии произошло столкновение двух составов без пассажиров. Люди не пострадали, но были повреждены автосцепки и другие устройства у многих вагонов, четыре вагона были отправлены на ремонт. Причина аварии заключалась в неналаженности нового оборудования СЦБ на перегоне перед станцией. |